# بين بيرسون
بين بيرسون (بالإنجليزية: Ben Pearson)‏ (4 يناير 1995 في المملكة المتحدة - ) هو لاعب كرة قدم بريطاني في مركز الوسط. شارك مع منتخب إنجلترا تحت 16 سنة لكرة القدم ومنتخب إنجلترا تحت 17 سنة لكرة القدم ومنتخب إنجلترا تحت 18 سنة لكرة القدم ومنتخب إنجلترا تحت 19 سنة لكرة القدم ومنتخب إنجلترا تحت 20 سنة لكرة القدم. أما مع النوادي، فقد لعب مع بريستون نورث إيند ومانشستر يونايتد ونادي بارنسلي.

## وصلات خارجية
- بين بيرسون على موقع الاتحاد الأوربي (الإنجليزية)
- بين بيرسون على موقع قاعدة بيانات كرة القدم.إي يو (الإنجليزية)
- بين بيرسون على موقع Soccerbase.com (لاعب) (الإنجليزية)
- بين بيرسون على موقع Soccerway.com (الإنجليزية)
- بين بيرسون على موقع عالم كرة القدم.نت (الإنجليزية)

قالب:تشكيلة بريستون نورث ايند